# Trachusa occidentalis
Trachusa occidentalis là một loài Hymenoptera trong họ Megachilidae. Loài này được Cresson mô tả khoa học năm 1868.